# 青铜峡灌区
青铜峡灌区是中国宁夏回族自治区银川市青铜峡市的一个灌区，其水源为黄河。灌区设计面积368万亩，实际面积为182.7万亩，进水闸设计流量为320立方米每秒。